# CODE-E
『CODE-E』（コードイー）、および『Mission-E』（ミッションイー）は、スタジオディーン制作の日本のアニメ作品。CODE-Eは2007年7月から9月まで、Mission-Eは2008年7月から9月まで放送されていた。また2作品の間を繋ぐエピソードとして漫画『CODE-EX』（コードイーエックス）、番外編として小説版『CODE-E 遥かなる囁き』（コードイー はるかなるささやき）も発表されている。

## あらすじ
CODE-E
電磁波事件多発! 疑わしきは転校生?
舞台は隕石が落下してから20年後の2017年。
吉祥寺にある高校に転校することになった海老原千波美は、感情が高ぶると周囲の電子機器を狂わせる能力『TYPE-E』の持ち主だった。本人の意志に関係なく発動する特殊能力のため、否応なくトラブル（電化製品にノイズを発生させたり、壊したりしてしまう）を引き起こしてしまう。ヒロインと科学バカの男子生徒とのドタバタラブコメである。
CODE-EX
CODE-Eの3年後、由真のもとに治療のためにやってきた少年、遠野克紀。しかし彼には由真達とは切っても切り離すことの出来ない大きな事情を抱えていた。そしてさらわれた克紀、由真は克紀を救うことが出来るのか。さらに彼女の特殊能力をとりまくある組織との因縁と、いつしか芽生えた2人の絆を描いた物語である。
Mission-E
CODE-Eの5年後の2022年。千波美は麻織とともに「OZ」のエージェントとして、TYPE-Eを敵視する「ファウンデーション」からTYPE-E能力を持つ人々を守る日々を送っていた。特殊能力を活かし、同じ力を持つ人と持たない人との共存を目指して戦う2人のヒロイン。5年前の事件を巡る因縁と誤解、力を持つ者を排除しようとする組織との戦いを描いたサイバーアクションストーリーである。
CODE-E 遥かなる囁き
CODE-Eの半年後、相手に触れることで思考を読み取れる接触テレパスである澪は、人に触れることを極度に恐れていた。幼馴染の直弥とも2メートル以内には近付かず、友達以上・恋人未満の関係のままだった…。しかし、千波美たちとの出会いが変化をもたらし、ついに奇蹟が起こる。特殊能力によって微妙に隔てられた幼馴染同士の関係を描いたラブストーリーである。

## 登場人物

### CODE-E・Mission-Eの登場人物
海老原 千波美（えびはら ちなみ）
声 - 橋本まい
CODE-Eでの主人公。身体から電磁波を発する（実際は神経電流を外部に放出する）TYPE-Eの能力を持つが、その能力が原因で転校を繰り返してきた。真面目で気が弱いため、余計に感情が高ぶり易く、謝り癖が付いてしまっている。安満沢村の事件後は「OZ」のエージェントとして活動し、光太郎とは遠距離恋愛中だったが、あまりのバカップルぶりと進展の無さにしびれを切らした園美によって半ば強制的に婚約させられた。また、由真の元で体術の訓練を積んだ成果から身体能力は上がったが未だにドジである。
君塚 麻織（きみづか まおり）
声 - 稲村優奈
Mission-Eでの主人公でTYPE-E能力者。千波美たちの通っていた高校に通いながら驚異的な身体能力を武器に「OZ」のエージェントとして千波美と行動している。千波美とケンカして一時OZを離脱したときに助けられて以降、アドルに恋心を抱いている。CODE-Eでも愛犬のろろたと共に作中で毎回登場し、エンディング映像にもただ1人出ていたが、当時は名前は登場せず、エンディングテーマの歌い手としてクレジットされるのみだった。
斎橋 由真（さいはし ゆま）
声 - 水野理紗
CODE-EXでの主人公でTYPE-E能力者。神社の家に生まれ、弓道、合気道、古武術をたしなむ傍ら、自らの能力で近所の人たちにマッサージ治療を施している。史上初めて確認されたTYPE-Eであり、幼少時には赤松教授の人体実験の実験道具にされた辛い過去を持つ。千波美との出会いや克紀をめぐる一件を機に自分の能力に前向きになれるようになった。一件クールだが実は誰よりも世話好きでお節介な性格で、克紀に告白されてからは克紀のことになると取り乱す一面もある。1970年代のSF映画に詳しい。巫女を務めながら「OZ」にエージェントや操縦士（ヘリコプターやクルーザーの操縦資格を持っている）として協力している。
巫 光太郎（かんなぎ こうたろう）
声 - 野村勝人
科学バカ。楽天家で朴念仁。恋愛感情には疎く、園美の想いにも気付いていなかった。転校してきた千波美の特殊体質に気付き、研究をしていくうちに恋に落ち、安満沢村の一件以降はすっかりバカップルとなっている。その後は大学で神経系の知識を身につけたのち、園美らと共にOZを設立、北海道研究所の主任を務めているが、野菜の仕送りの度に本部に来ている（そのため、「野菜が届いた」という言葉は半ば「光太郎が来た」という隠語と化している）。「科学は人のためにある」が信条で座右の銘。
九条 園美（くじょう そのみ）
声 - 名塚佳織
あだ名は「そのその」。大金持ちのお嬢様で、光太郎の幼なじみで千波美が転校してくるまでは、好意を抱いていたが、光太郎の千波美への思いを受け入れたあとはスッパリ諦め、さっさと新しい恋人を作ってそのまま結婚してしまった（現在は一児の母）。ライバルだった千波美のこともそれ以降は親友として大切に思っているが、光太郎ともどもバカップルぶりと朴念仁ぶりにはイライラさせられっぱなしである。事件後、ファウンデーションの手からTYPE-E能力を持つ人々を守り手助けをする組織「OZ」を設立、良家の強みを生かした人脈も武器に代表として手腕を振るっている。
アドル・ブリンベルケ
声 - 神谷浩史
ミリスの双子の弟。千波美たちの学校に転入して来たドイツの留学生。千波美の情報を収集するために北欧のブリンガルドから来日した。事件後、「OZ」の対抗組織、ファウンデーションのエージェントとなる。姉であるミリスの件で、千波美を恨んでいる（ただし、本心ではファウンデーションの実験が原因だと言うことは知っていたが、麻織の想いを知るまで素直になれなかった）。犬のろろたが苦手。
柊 登喜雄（ひいらぎ ときお）
声 - 矢尾一樹
ファウンデーション創設者。赤松の危険な実験の影響からかTYPE-E能力を持つ人々に異常なまでの敵愾心を見せ、TYPE-Eを危険な存在だと信じ続けている。そして最終的にTYPE-Eを世間に公表しようとしていた。
鬼里久（きりく）
声 - 遊佐浩二
ファウンデーションのエージェント。少年時代に受けた赤松の実験によって男でありながらTYPE-E能力を持っている。赤松逮捕後はファウンデーション入りし、OZとの抗争状態を楽しんでいる。
漆 丙五郎（うるし へいごろう）
声 - 上別府仁資
OZに園美の秘書兼参謀として務める中年の男性。膨大なデータを処理・解析し作戦の軸となっている。
小松菜 圭子（こまつな けいこ）
声 - 桃井はるこ
千波美の高校時代のクラスメイト。世話焼きで、転校して来た千波美にあれこれ教えてくれた。その後、麻織の通う学校の保険医となり、生徒からも人気がある。TYPE-Eのことは未だに知らない。恋人がいる模様。
戸隠 美雪（とがくし みゆき）
声- 中山さら
麻織のクラスメイトで、周囲から孤立していた麻織を気にかけていたが、麻織が心を開くようになって友人となることができ、その後は一緒に買い物をしたり宿題を一緒にやる仲となった。
ミリス・ブリンベルケ
声 - 豊口めぐみ
アドルの双子の姉。お家再興が目的で、アドルと同様に留学生として千波美の特異体質の情報を収集するためにやって来た。事件後、意識不明となるも回復するが、植物状態に近い状態になる。
勝浦 美春（かつうら みはる）
声 - 浅川悠
OZにお世話になったOL。社会復帰のための適合訓練を受けた後、OZにエージェントとして再就職した。
倉本 茜（くらもと あかね）
声 - 天野由梨
ファウンデーションと繋がりをもつTYPE-E能力者。その行動や情報源には謎が多く、麻織達の手助けをすることもあった。しかし、麻織には嫌われている。
海老原 啓介（えびはら けいすけ）
声 - 塩屋浩三
千波美の父親。小説家で東京と大阪を行き来しながら、普段は地下に篭って原稿を書いている。
海老原 美月（えびはら みつき）
声 - 平松晶子
千波美の母親。仕事が忙しく家事全般を千波美に任せている。千波美の体質のことを夫婦共々いつも心配している。

### CODE-EXの登場人物
遠野克紀（とおの かつき）
主要人物の1人で中学生。交通事故が原因で負った突発的に全身が麻痺する病気の治療のために由真と知り合い、最初は煙たがっていたが次第に惹かれあっていった。実は柊の息子で（親が離婚して親権が母にあるため遠野姓である）、それが原因で赤松にさらわれたが由真に助けられた。その後千波美たちの通った高校に進み、由真とも恋人同士となった模様。Mission-Eの最終話にも登場した。
赤松（あかまつ）
TYPE-E研究のかつての第一人者。大学病院の教授をしていた頃に幼少時の由真のTYPE-E能力を発見、興味本位で実験を重ねてきたが、男性をTYPE-Eにするという人体実験を行ったことで糾弾され、指名手配される。被検体であった鬼里久と共に姿を眩ませていたが、克紀をさらって実験対象にしようとしたことをきっかけに投獄され、その後獄中死した模様。
紬（つむぎ）
由真の恩人で、武術の師匠。酒癖が悪く由真をからかうことも多いがしっかりと気にかけている。武術の腕を磨きすぎたせいで人を「倒す対象」としか見られなくなってしまったため、由真には同じようにならないで欲しいと思っている。

### CODE-E 遥かなる囁きの登場人物
萱村澪（かやむら みお）
CODE-E 遥かなる囁きの主人公で電磁波の感知に特化したTYPE-E能力者。対象者に触れることで表層意識を読み取ることができる接触型テレパスであり、接触を極度に避けている。接触していないにもかかわらずどこからか聞こえてくる「天使の声」の正体を探して千波美たちに出会う。
古賀直弥（こが なおや）
澪の幼馴染み。能力が発現した頃に澪に対し嫌悪感を抱かなかった唯一の人物であり、そのことから澪の両親に澪の面倒をみるよう頼まれている。
鍋島綾乃（なべしま あやの）
澪のクラスの女子の中心人物。澪が接触を避けるのは他人を汚いと考えているからだと誤解している。
峰岸沙織（みねぎし さおり）
綾乃のグループの一人で直弥に好意をもつ。
鹿原輝明（かはら てるあき）
直弥の隣の席の男子生徒。綾乃に好意をもつ。

## スタッフ
|                                 | CODE-E                              | MISSION-E                           |
| ------------------------------- | ----------------------------------- | ----------------------------------- |
| 原作                            | 笹原楓                              | 笹原楓                              |
| 原案                            | 榊一郎                              | 榊一郎                              |
| 監督                            | 加藤敏幸                            | 加藤敏幸                            |
| シリーズ構成                    | 佐藤卓哉                            | 榊一郎                              |
| キャラクターデザイン 総作画監督 | 斎藤哲人                            | 斎藤哲人                            |
| メカニックデザイン              | 菅沼栄治                            | 菅沼栄治                            |
| 美術監督                        | 伊東和宏                            | 伊東和宏                            |
| 色彩設計                        | もちだたけし                        | もちだたけし                        |
| 撮影監督                        | 森下成一                            | 森下成一                            |
| 編集                            | 松村正宏                            | 松村正宏                            |
| 音響監督                        | 郷田ほづみ                          | 郷田ほづみ                          |
| 音楽                            | かの香織                            | かの香織                            |
| 音楽制作                        | ZOOM FLICKER                        | ZOOM FLICKER                        |
| アニメーション制作              | スタジオディーン                    | スタジオディーン                    |
| 製作                            | avex entertainment スタジオディーン | avex entertainment スタジオディーン |

## 主題歌
|           | 曲名           | 作曲     | 編曲     |
| --------- | -------------- | -------- | -------- |
| CODE-E    | E☆スキャンダル | かの香織 | かの香織 |
| MISSION-E | E☆シークレッツ | かの香織 | かの香織 |

|           | 曲名                       | 歌唱                 | 作詞       | 作曲       | 編曲              |
| --------- | -------------------------- | -------------------- | ---------- | ---------- | ----------------- |
| CODE-E    | きみからの奇跡             | 君塚麻織（稲村優奈） | かの香織   | かの香織   | かの香織          |
| MISSION-E | Feel so Easy!              | 桃井はるこ           | 桃井はるこ | 桃井はるこ | 桃井はるこ        |
| MISSION-E | Feel so Easy! ビリビリver. | B・Bガ～ルズ         | 桃井はるこ | 桃井はるこ | MISSILE CHEWBACCA |

## 各話リスト
| 話数 | サブタイトル                 | 脚本         | 絵コンテ     | 演出         | 作画監督                   | 初放送日      |
| ---- | ---------------------------- | ------------ | ------------ | ------------ | -------------------------- | ------------- |
| 1    | 転校生と告白のこと。         | 佐藤卓哉     | 加藤敏幸     | 加藤敏幸     | 斉藤哲人                   | 2007年 7月4日 |
| 2    | 科学と幸せのこと。           | 川瀬敏文     | 加藤敏幸     | 吉田俊司     | 沼田誠也                   | 7月11日       |
| 3    | 電磁波と研究のこと。         | 西村ジュンジ | 開祐二       | 開祐二       | 大久保修                   | 7月18日       |
| 4    | 秘密とバカのこと。           | 佐藤卓哉     | 飯村正之     | 飯村正之     | 新井淳                     | 7月25日       |
| 5    | 憂鬱と親子のこと。           | 榊一郎       | 加藤敏幸     | 吉本毅       | 村上勉                     | 8月1日        |
| 6    | 巫女さんと修行のこと。       | 花田十輝     | 葛谷直行     | 小野田雄亮   | 原田峰文                   | 8月8日        |
| 7    | 外国人と初恋のこと。         | 西村ジュンジ | 加藤敏幸     | うえだしげる | 沼田誠也                   | 8月15日       |
| 8    | 色仕掛けとすれ違いのこと。   | 川瀬敏文     | 新井淳       | 開祐二       | 大久保修                   | 8月22日       |
| 9    | お見合いと恋敵のこと。       | 佐藤卓哉     | うえだしげる | 吉田俊司     | 西岡忍                     | 8月29日       |
| 10   | 消えた力と気持ちのこと。     | 花田十輝     | 飯島正勝     | 蔵本穂高     | 新井淳                     | 9月5日        |
| 11   | サマースクールと陰謀のこと。 | 榊一郎       | 開祐二       | 小野田雄亮   | 原田峰文                   | 9月12日       |
| 12   | 破滅と再生のこと。           | 佐藤卓哉     | 加藤敏幸     | 吉本毅       | 大久保修 原田峰文 能篠理行 | 9月19日       |

| 話数         | サブタイトル              | 脚本         | 絵コンテ | 演出            | 作画監督                   | 初放送日      |
| ------------ | ------------------------- | ------------ | -------- | --------------- | -------------------------- | ------------- |
| Mission 01   | OLさん誘拐大作戦!         | 榊一郎       | 加藤敏幸 | 加藤敏幸        | 斎藤哲人                   | 2008年 7月8日 |
| Mission 02   | 女子校潜入大作戦!         | 川瀬敏文     | 飯島正勝 | 開祐二          | 大久保修                   | 7月15日       |
| Mission 03   | 黄昏の大作戦!             | 西村ジュンジ | 飯島正勝 | 神崎ユウジ      | 中野彰子 Seo Jung-Duk      | 7月22日       |
| Mission 04   | 北の大地で大作戦!         | 花田十輝     | 松本佳久 | 浅見松雄        | 能條理行                   | 7月29日       |
| Mission 05   | GOGO WEST大作戦!（前編）  | 佐藤卓哉     | 加藤敏幸 | 小野田雄亮      | 中野彰子 土橋昭人          | 8月5日        |
| Mission 06   | GOGO WEST大作戦!（後編）  | 榊一郎       | 加藤敏幸 | 浅見松雄        | 青野厚司                   | 8月12日       |
| Mission 07   | 大丈夫かな?大作戦!        | 西村ジュンジ | 飯島正勝 | 開祐二          | 遠藤省二 今村麻美          | 8月19日       |
| Mission 08   | ちょいヤバ、デート大作戦! | 川瀬敏文     | 中野彰子 | 神崎ユウジ      | 金沢愛美 山沢実            | 8月26日       |
| Mission 09   | コンビ再起動大作戦!       | 佐藤卓哉     | 中野彰子 | 小野田雄亮      | Seo Jung-Duk               | 9月2日        |
| Mission 10   | 過去の因縁大作戦!         | 西村ジュンジ | BoB白旗  | 浅見松雄        | 大久保修                   | 9月9日        |
| Mission 11   | クリスマスナイト大作戦!   | 榊一郎       | BoB白旗  | 吉田俊司        | Sin Min-Sub                | 9月16日       |
| Last Mission | 最後の最後の大作戦        | 榊一郎       | 加藤敏幸 | 加藤敏幸 開祐二 | 斎藤哲人 青野厚司 能條理行 | 9月23日       |

## 放送局
| 放送期間                | 放送時間                     | 放送局   | 対象地域   | 備考             |
| ----------------------- | ---------------------------- | -------- | ---------- | ---------------- |
| 2007年7月3日 - 9月18日  | 水曜 2:43 - 3:13（火曜深夜） | メ～テレ | 中京広域圏 | 製作参加         |
| 2007年7月8日 - 9月23日  | 日曜 23:00 - 月曜 0:00       | TOKYO MX | 東京都     | 『アニフリ』枠   |
| 2007年7月12日 - 9月27日 | 木曜 2:51 - 3:21（水曜深夜） | 朝日放送 | 近畿広域圏 |                  |
| 2007年8月19日 - 11月4日 | 日曜 12:30 - 13:00           | AT-X     | 日本全域   | リピート放送あり |

| 配信期間               | 配信時間        | 配信サイト         |
| ---------------------- | --------------- | ------------------ |
| 2007年8月9日 - 10月4日 | 木曜 12:00 更新 | バンダイチャンネル |

| 放送期間                | 放送時間                     | 放送局       | 対象地域 | 備考             |
| ----------------------- | ---------------------------- | ------------ | -------- | ---------------- |
| 2008年7月8日 - 9月23日  | 火曜 1:05 - 1:34（月曜深夜） | とちぎテレビ | 栃木県   |                  |
|                         | 火曜 2:40 - 3:10（月曜深夜） | チバテレビ   | 千葉県   |                  |
| 2008年7月10日 - 9月25日 | 木曜 1:00 - 1:30（水曜深夜） | 群馬テレビ   | 群馬県   |                  |
|                         | 木曜 1:45 - 2:15（水曜深夜） | ぎふチャン   | 岐阜県   |                  |
|                         | 木曜 10:30 - 11:00           | AT-X         | 日本全域 | リピート放送あり |
| 2008年7月11日 - 9月26日 | 金曜 1:30 - 2:00（木曜深夜） | KBS京都      | 京都府   |                  |
|                         | 金曜 1:40 - 2:10（木曜深夜） | テレビ和歌山 | 和歌山県 |                  |
|                         | 金曜 2:30 - 3:00（木曜深夜） | 奈良テレビ   | 奈良県   |                  |
| 2008年7月13日 - 9月28日 | 日曜 2:00 - 2:30（土曜深夜） | テレ玉       | 埼玉県   |                  |
|                         | 日曜 4:00 - 4:30（土曜深夜） | tvk          | 神奈川県 |                  |

| 配信期間                | 配信時間        | 配信サイト         |
| ----------------------- | --------------- | ------------------ |
| 2007年7月14日 - 9月29日 | 月曜 12:00 更新 | バンダイチャンネル |

| メ～テレ アニフリ                         | メ～テレ アニフリ | メ～テレ アニフリ |
| 前番組                                    | 番組名            | 次番組            |
| ----------------------------------------- | ----------------- | ----------------- |
| ウエルベールの物語 〜Sisters of Wellber〜 | CODE-E            | もっけ            |

## DVD
| 巻    | 発売日         | 収録話          | 規格品番         | 規格品番   |
| 巻    | 発売日         | 収録話          | 電磁波プライス版 | 通常版     |
| ----- | -------------- | --------------- | ---------------- | ---------- |
| Vol.1 | 2007年10月24日 | 第1話 - 第3話   | AVBA-35024       | AVBA-35025 |
| Vol.2 | 2007年11月28日 | 第4話 - 第6話   | N/A              | AVBA-35026 |
| Vol.3 | 2007年12月19日 | 第7話 - 第9話   | N/A              | AVBA-35027 |
| Vol.4 | 2008年1月23日  | 第10話 - 第12話 | N/A              | AVBA-35028 |

| 巻     | 発売日         | 収録話          | 規格品番   |
| ------ | -------------- | --------------- | ---------- |
| File.1 | 2008年9月26日  | 第1話 - 第2話   | AVBA-35036 |
| File.2 | 2008年10月24日 | 第3話 - 第4話   | AVBA-35037 |
| File.3 | 2008年11月28日 | 第5話 - 第6話   | AVBA-35038 |
| File.4 | 2008年12月19日 | 第7話 - 第8話   | AVBA-35039 |
| File.5 | 2009年1月23日  | 第9話 - 第10話  | AVBA-35040 |
| File.6 | 2009年2月27日  | 第11話 - 第12話 | AVBA-35041 |

## 漫画『CODE-EX』
『月刊サンデージェネックス』誌上で原尾有美子が連載していた。全2巻。アニメ第1期からの3年後の話で、CODE-EとMission-Eを繋ぐ内容になっており、事実上「Eシリーズ三部作」の第2部的な位置にある（CODE-Eが第1部、Mission-Eが第3部となる）。なお、こちらは斎橋由真が主人公を務めている。
- 榊一郎・原尾有美子『CODE-EX』小学館〈サンデーGXコミックス〉
  1. 2008年2月19日発売、ISBN 978-4-09-157124-3
  2. 2008年7月18日発売、ISBN 978-4-09-157139-7

## 小説『CODE-E 遙かなる囁き』
小学館・ガガガ文庫より発売。全1巻のオリジナルストーリー。原案の榊一郎が執筆、イラストは緒方剛志。接触型テレパスである萱村澪を主人公としたCODE-Eの半年後の話。
- 榊一郎『CODE-E 遙かなる囁き』小学館〈ガガガ文庫〉 2008年7月18日発売、ISBN 978-4-09-451081-2